# Pompeu Fabra
Pompeu Fabra i Poch (Vila de Gràcia, Barcelona, 1868. február 20. – Prades, 1948. december 25.) katalán filológus, aki a katalán nyelv rendszerező elméjeként vált híressé a modern katalán nyelvi norma létrehozásában vállalt úttörő szerepéért.
Josep Pla szavaival élve: „Fabra korunk legfontosabb katalánja volt, mert ő volt az egyetlen polgár, aki elhatározta, hogy a közérdekért tesz és ezt vitathatatlanul meg is valósította.”

## Élete

### Gyermekkora
Pompeu Fabra 1868-ban született az akkoriban Barcelonától még különálló Gràciában, a la Salut városnegyedben, Josep Fabra i Roca és Carolina Poch i Martí fiaként. Tizenkét testvér közül ő volt a legfiatalabb, ám kilenc testvére meghalt, így csak két nővére maradt. Ötéves volt, amikor kikiáltották az első spanyol köztársaságot (1873), és az apját, aki a köztársasági oldalon állt, Gràcia polgármesterévé választották.

### Tanulmányok és korai karrier
Ipari mérnöknek tanult, közben a filológia iránt is egyre jobban érdeklődött. 1891-ben a L'Avenç kiadó publikálta az Ensayo de gramática del catalán moderno című nyelvtani könyvét, ez a legelső mű, amely tudományos megközelítésből vizsgálja a beszélt katalán nyelvet és annak fonetikáját. Joaquim Casas Carbó és Jaume Massó i Torrents társaságában belekezdett a L'Avenç folyóirat második nyelvi kampányába, a katalán nyelv rendszerezésének első tudományos megkísérlésébe. Ez a kezdeményezés vezetett a nyelv későbbi normativizációjához.
1902-ben professzori és kutatói pozícióban kezdett el dolgozni Bilbao mérnöki iskolájában. 1912-ig ott élt, közben erősödött a filológia iránti elkötelezettsége. Ezután egy Barcelona szomszédságában található tengerparti faluba, Badalonába költözött, amely ideális hely volt a nagyvárosi élethez nem szokott Fabrának, valamint középső lányának, Teresának, akinek egészségügyi okokból ajánlották az orvosok a tengerparti levegőt. 1939-ig, Franco érkezéséig élt ott.
1906-ban részt vett a katalán nyelv nemzetközi kongresszusán egy katalán ortográfiáról szóló művel. Nagy sikert aratott, aminek köszönhetően Prat de la Riba felkérte, hogy vezesse a katalán nyelv normativizálásának folyamatát. Amikor visszatért Katalóniába, kinevezték a Katalán Tudományos Akadémia (Institut d'Estudis Catalans) filológia részlegének alapítójává. 1912-ben még spanyolul szerkesztett egy katalán nyelvtani könyvet, a következő évben viszont már katalánul jelent meg a Helyesírási normák (Normes ortografiques) című nyelvújító műve, amit 1917-ben a Helyesírási szótárral (Diccionari ortogràfic) egészített ki.

### Egy sikeres mester
1918-tól, a Katalán nyelvtan (Gramàtica catalana) publikálásával és normaként való elfogadásával egy új korszak vette kezdetét, amely 1931-ig, a katalán nyelv általános szótárának (Diccionari General de la Llengua Catalana) publikálásáig tartott. Ugyanebben az évben adták ki a Középfokú katalán nyelvtant (Curs mitjà de gramàtica catalana) általános iskolai használatra. Ezt a művet 1968-ban újra kiadták Bevezetés a katalán nyelvtanba (Introducció a la gramàtica catalana) címmel. Az 1924-ben megjelenő Filológiai társalgások (Converses filològiques) című műve rövid cikkekből áll, melyek gyakori nyelvi sajátosságokkal kapcsolatos kétségeket vetnek fel és válaszolnak meg. A következő évben kiadja a Gyakori nyelvtani hibák (Les principals faltes de gramàtica) című művet. 1925-ben a Barcelonai Képviselő-testületnél, az Oktatási és Képzőművészeti Főosztályon kezd el dolgozni. 1927-ben kinevezik a katalán prozódia oktatójának a Színházi Intézetben.

### A feladat megszilárdítása
1932-ben Fabra presztízsének köszönhetően tanári katedrát kapott a Barcelonai Egyetemen. Neki köszönhetően a katalán nyelv először univerzális jelentőségűvé vált. 1933-ban Fabra lett az újonnan létrehozott Barcelonai Autonóm Egyetem igazgatótanácsának elnöke. Az 1932-es, már említett szótár Fabra-, illetve Pompeu-szótár néven vált ismertté, mely egy későbbi, a Katalán Tudományos Akadémia (Institut d'Estudis Catalans) által kiadott szótár vázlataként szolgált. A szótár elkészítésének kritériumai ekképpen foglalhatóak össze: korlátozott területek archaizmusainak és dialektizmusainak kizárása, azon szavak megszüntetése, melyek az idő múlásával elvesztették az érvényességüket, azon más nyelvekből kölcsönzött idegen szavak elkerülése, melyekből nem lehet új szavakat képezni, illetve korábban katalanizált, görög–latin eredetű és univerzális technikai szavak bevezetése.

### Utolsó évei
1939-ben, öt nappal Franco seregének Barcelonába való érkezése után lépte át a francia–spanyol határt, miután hosszú ideig élt Franciaország különböző városaiban. Száműzetése idején, 1945 és 1948 között a katalán Generalitat minisztere volt. Franciaországban hunyt el 1948-ban, 80 éves korában. Utolsó éveiben a kedvezőtlen körülmények ellenére tovább munkálkodott a katalán nyelv fejlesztésén, utolsó nyelvtani könyvét halála után, 1956-ban publikálta Joan Coromines.

## Obres Completes
Pompeu Fabra Obres Completes című gyűjteményét a Katalán Autonóm Önkormányzat, a Katalán Tanulmányok Intézete és a Baleár Szigetek Autonóm Önkormányzata hozta létre egy kollaboratív kutatóprojekt keretei közt, ami egy 2002-ben aláírt egyezmény terméke. A kilenc kötet, amely a gyűjteményt alkotja, összegyűjti Fabra alapvető műveit, és nem mellesleg eddig ismeretlen vagy szerkesztés nélküli szövegeit is. Példák ezek közül olyan jegyzetek, amit a tanítványai írtak le a konferenciáin és óráin; amelyek olyan tartalmakat fednek fel, melyek nem találhatók meg a nyelvész műveiben; vagy olyan kiforratlan nyelvtani elméletek, amelyek csak későbbi műveiben jelentek meg.
Az első kötet tartalmazza az első három nyelvtankönyvet, az 1891-eset, 1898-asat és az 1912-eset; a második az öt nyelvtankönyvet 1918 és 1946 közöttről és számos szóban elhangzott órai jegyzeteket; a harmadik az 1919-es francia és az 1924-es angol nyelvtankönyvet, karöltve egy sorozatnyi technikai cikkel 1887 és 1926 közöttről; a negyedik kötet Pompeu Fabra helyesírási művét (Tractat d'ortografia, 1904; Normes ortogràfiques, 1913; és Diccionari ortogràfic, 1917–1937) és a Barcino kiadó által megjelentetett nyelvészeti kézikönyveket; az ötödik A katalán nyelv értelmező szótárát; a hatodik az 1918–33 közötti nyelvtankönyveket, az 1946-os katalán nyelvtankönyvet és a posztumusz 1956-os katalán nyelvtankönyvet a színházi fordításai mellett; a hetedik tartalmazza a Converses Filològiques-t (Nyelvészi Társalgások); a nyolcadik Fabra levélregényét és a katalán nyelv levelező kurzusát; a kilencedik számos, publikációban talált szövegeket, egy életrajzi kronológiát és egy szakirodalmi listát az ő életművéből.
2018 márciusa óta az összes általa írt szöveg megtalálható digitális formátumban a Pompeu Fabra Portálon.